# Swing-Jugend
Die Swing-Jugend war eine oppositionelle Jugendkultur und Generation in vielen deutschen Großstädten während der Zeit des Nationalsozialismus, besonders in Hamburg, Frankfurt und Berlin – nach dem Anschluss Österreichs 1938 auch dort sowie ab 1939 im Protektorat Böhmen und Mähren. Sie bestand aus Jugendlichen zwischen 14 und 21 Jahren meist aus dem Mittelstand und dem gehobenen Bürgertum, Gymnasiasten aus wohlhabenden Familien, aber auch aus Lehrlingen und Schülern aus Arbeiterfamilien. Die Swing-Jugend suchte im amerikanisch-englischen Lebensstil, vor allem in der Swing-Musik und dem Swing-Tanz, eine autonome Ausdrucksmöglichkeit und Abgrenzung zum Nationalsozialismus, hauptsächlich gegen die Hitlerjugend.

## Begriff
Der Begriff Swing-Jugend stammt ursprünglich von nationalsozialistischen Strafverfolgungsbehörden zur Kennzeichnung von Jugendlichen, die ihre Begeisterung für amerikanische Swing-Musik offen zeigten. Daneben existierten auch die Begriffe „Swings“ oder „Swingheinis“. Sie selbst gaben sich Spitznamen wie „Swing-Boy“, „Swing-Girl“ oder „Old-Hot-Boy“. Eine abwertende Benennung in Deutschland war „Tangobubi“.
Da sich die Swing-Kultur in allen von Deutschland besetzten Gebieten ausbreitete, kursierten länderspezifisch unterschiedliche Begriffe. Im besetzten Paris nannte man die Jugendlichen „Zazous“ und in Prag „potapki“. In Österreich war der Begriff Schlurf verbreitet, eine bis heute gebrauchte abwertende Bezeichnung für einen ungepflegten Mann mit Haaren, die im Nacken bis zum Hemdkragen reichen. In Bezug auf die österreichische Swing-Jugend wurde dieses Schimpfwort allerdings wertneutral als Selbstbezeichnung verwendet.
Eine Parallele in Stil und Ausdrucksformen gibt es ebenso zu den Zazous in Frankreich. Ähnliche Gegenbewegungen waren die Leipziger Meuten oder die Edelweißpiraten.
Der tschechische Schriftsteller Josef Škvorecký schreibt in mehreren seiner Bücher, u. a. in Eine prima Saison, über seine Jugend im damaligen Protektorat Böhmen und Mähren über eine ähnliche jugendliche Subkultur. Typisch in seinen Erzählungen sind Situationen von vor den Nazi-Behörden geheimgehaltenen Jazzkonzerten, Verhören, und Versuchen, Songtexte und Songtitel von Jazzklassikern vor der Zensur zu retten, indem man ihnen harmlose Titel oder auf dem Papier den Anschein von Volksliedern gab.

## Geschichte
Die Swing-Jugend ist ein zunächst im Hamburger Bildungs- und Großbürgertum auftretendes Phänomen. Die etwa 1.500 Anhänger versuchten sich durch eine Gegenkultur und auffällige, dem anglo-amerikanischen Stil nachempfundene Kleidung abzugrenzen, zunächst durch Treffen mit Swingmusik, v. a. im Alsterpavillon, wo ein Swing-Konzert am 28. Februar 1942 aufgelöst, das Lokal danach geschlossen wurde und ab dem 25. Juni 1942 nur noch bis 17 Uhr öffnen durfte, um Abendveranstaltungen zu verhindern. Sie organisierten Tanzveranstaltungen und engagierten Jazzbands. Auf Swing-Hits dichteten sie Spottverse, in denen sie sich über Nazis, Soldaten und besonders über die unbeliebte Hitlerjugend lustig machten. Sie trugen englische Mäntel und Hüte, lasen ausländische Zeitungen und grüßten sich untereinander mit „Swing heil!“ statt mit „Sieg Heil!“. Die Swings hatten oft lange Haare, karierte Sakkos, Hut und Regenschirm und trafen sich in Cafés oder Clubs, um Swing zu hören, und nutzten Anglizismen.
Ab dem Kriegsjahr 1943, als die Oberschüler der Jahrgänge 1926 bis 1928 nacheinander als Luftwaffenhelfer eingezogen wurden, bildeten sich auch in Flak-Batterien lose Gruppen von Swing-Fans. So bildete der Flakturm VI in Wilhelmsburg den Treffpunkt der „Pfennigbande“, eine Gruppe Jugendlicher, die als Erkennungszeichen einen Pfennig mit dem herausgekratzten Hakenkreuz am Jackenaufschlag trugen. In Berlin war das nachts nur für Wehrmachtsangehörige geöffnete Varieté Haus Vaterland am Potsdamer Platz ein Geheimtipp für die Luftwaffenhelfer vom Flakturm Zoo, denn dort spielte das populäre Tanzorchester Kurt Widmann in traditioneller Bigband-Besetzung amerikanischen Swing, der unter harmlos klingenden deutschen Titelnamen angesagt wurde. („In the mood“ hieß „Gut aufgelegt“.)
Auch in anderen Städten im Deutschen Reich trafen sich Jugendliche, um Swingmusik zu hören und in anglo-amerikanisch angehauchter Kleidung tanzen zu gehen. Unter anderem gibt es eine wissenschaftliche Studie über die Swing-Jugend in Bremen.
Die Wiener Schlurfs, die großteils aus den Arbeiterbezirken Wiens stammten, waren an Kleidung, Hut, pomadisierter Haartracht, Vorliebe für amerikanische Musik samt zugehöriger Modetänze und die Bevorzugung bestimmter öffentlicher Plätze wie dem Wiener Prater als Treffpunkte erkennbar und fielen dadurch in der Öffentlichkeit auf. Die Hitlerjugend richtete einen Streifendienst ein, um gegen Schlurfs vorzugehen. Immer wieder kam es auch zu tätlichen Auseinandersetzungen zwischen Schlurfs und Hitlerjugend, auch Heime der Hitlerjugend wurden angegriffen. Die Gestapo nahm immer wieder Jugendliche gefangen. Bestrafungen reichten vom Abrasieren der Haare über das Einsperren im Jugendarrest bis hin zur vorzeitigen Einziehung zur Wehrmacht.

### Jugendkultur auf dem Weg zur Opposition
Die Mitglieder der Swing-Jugend waren wie die Edelweißpiraten zunächst unpolitisch. Sie drückten ihren Widerspruch zum Nationalsozialismus durch zivilen Ungehorsam aus, indem sie offen eine andere als die nationalsozialistische Jugendkultur lebten. Ohne dezidiert politisch-oppositionell eingestellt zu sein, wichen sie nur durch ihr Aussehen und Verhalten stark vom nationalsozialistischen Vorbild der Jugend ab. Durch die forcierte gewalttätige Verfolgung der Swing-Cliquen durch die Gestapo und den HJ-Streifendienst in Zusammenarbeit mit dem Oberschulrat und Senatsrat Albert Henze politisierten sich ab 1940 Teile der Swing-Jugend.
Die 1940 erlassene „Polizeiverordnung zum Schutze der Jugend“ verbot Jugendlichen unter 18 Jahren den Besuch „öffentlicher Tanzlustbarkeiten“. In der Folge veranstalteten die Swings vermehrt selbst private Partys mit Swing- und Jazzmusik.
Am 18. August 1941 trat die „Sofort-Aktion gegen die Swing-Jugend“ in Kraft, so wurden über 300 Angehörige der Swing-Jugend verhaftet. Die Repressionen reichten vom Abschneiden der langen Haare über Schutzhaft und Schulverweise bis zur Verhaftung angeblicher Rädelsführer und deren Deportation in Konzentrationslager (in Hamburg etwa 40 bis 70). Die Verhaftungswelle hatte zur Folge, dass einige Swing-Jugendliche begannen, den Nationalsozialismus auch politisch abzulehnen. Sie verteilten beispielsweise regimekritische Flugblätter.
Im Januar 1943 wurde Günter Discher als „Rädelsführer“ der Swing-Jugend eingestuft und in das Jugendkonzentrationslager Moringen eingewiesen.

### Kontakt zur Weißen Rose
Während der zunehmend schärferen Verfolgung kamen einige Swingboys mit dem Hamburger Zweig der Weißen Rose in Kontakt. Mitglieder der Weißen Rose sympathisierten teilweise mit dem Lebensstil der Swing-Jugend, insbesondere mit der Musikrichtung. Es bestand unter anderem eine persönliche Verbindung, da Bruno Himpkamp ein Nachhilfeschüler von Hans Leipelt gewesen war. Im Mai 1943 verstärkten sich die Kontakte durch gemeinsame Diskussionen und Planungen.
Zu einer konkreten Zusammenarbeit kam es nicht, da eine erneute Verhaftungswelle gegen die Swingjugend einsetzte, während der auch Himpkamp und zwei seiner Freunde, Gerd Spitzbart und Thorsten Müller, festgenommen wurden. Diese drei wurden über den Vorwurf der Zersetzung der deutschen Jugend hinaus wegen Hochverrats, staatsfeindlicher Propaganda und Wehrkraftzersetzung vor dem Volksgerichtshof angeklagt. Der Prozess fand am 19. April 1945 in Hamburg statt, während die englischen Truppen bereits nahe der Stadt waren. Vorgeführt werden konnte lediglich Thorsten Müller. Die Staatsanwaltschaft beantragte für ihn 10 Jahre Zuchthaus, die Urteilsverkündung wurde vertagt und fand nie statt. Bruno Himpkamp und Gerd Spitzbart waren bereits am 12. April 1945 durch amerikanische Streitkräfte im Landgerichtsgefängnis Stendal befreit worden. Thorsten Müller wurde Ende Mai 1945, nach der Befreiung durch die englischen Besatzungstruppen, aus dem Untersuchungsgefängnis Hamburg entlassen.

## Zitate
„Die Angehörigen der Swing-Jugend stehen dem heutigen Deutschland und seiner Polizei, der Partei und ihren Gliederungen, der HJ, dem Arbeits- und Wehrdienst, samt dem Kriegsgeschehen ablehnend oder zumindest uninteressiert gegenüber. Sie empfinden die nationalsozialistischen Einrichtungen als einen ‚Massenzwang‘. Das große Geschehen der Zeit rührt sie nicht, im Gegenteil, sie schwärmen für alles, was nicht deutsch, sondern englisch ist. Dies gilt es mit aller uns zur Verfügung stehender Macht zu unterbinden.“

„Meines Erachtens muß jetzt das ganze Übel radikal ausgerottet werden. Ich bin dagegen, daß wir hier nur halbe Maßnahmen treffen. Alle Rädelsführer sind in ein Konzentrationslager einzuweisen. Dort muss die Jugend zunächst einmal Prügel bekommen und dann in schärfster Form zur Arbeit angehalten werden.“

## Swing tanzen verboten– ein Mythos?

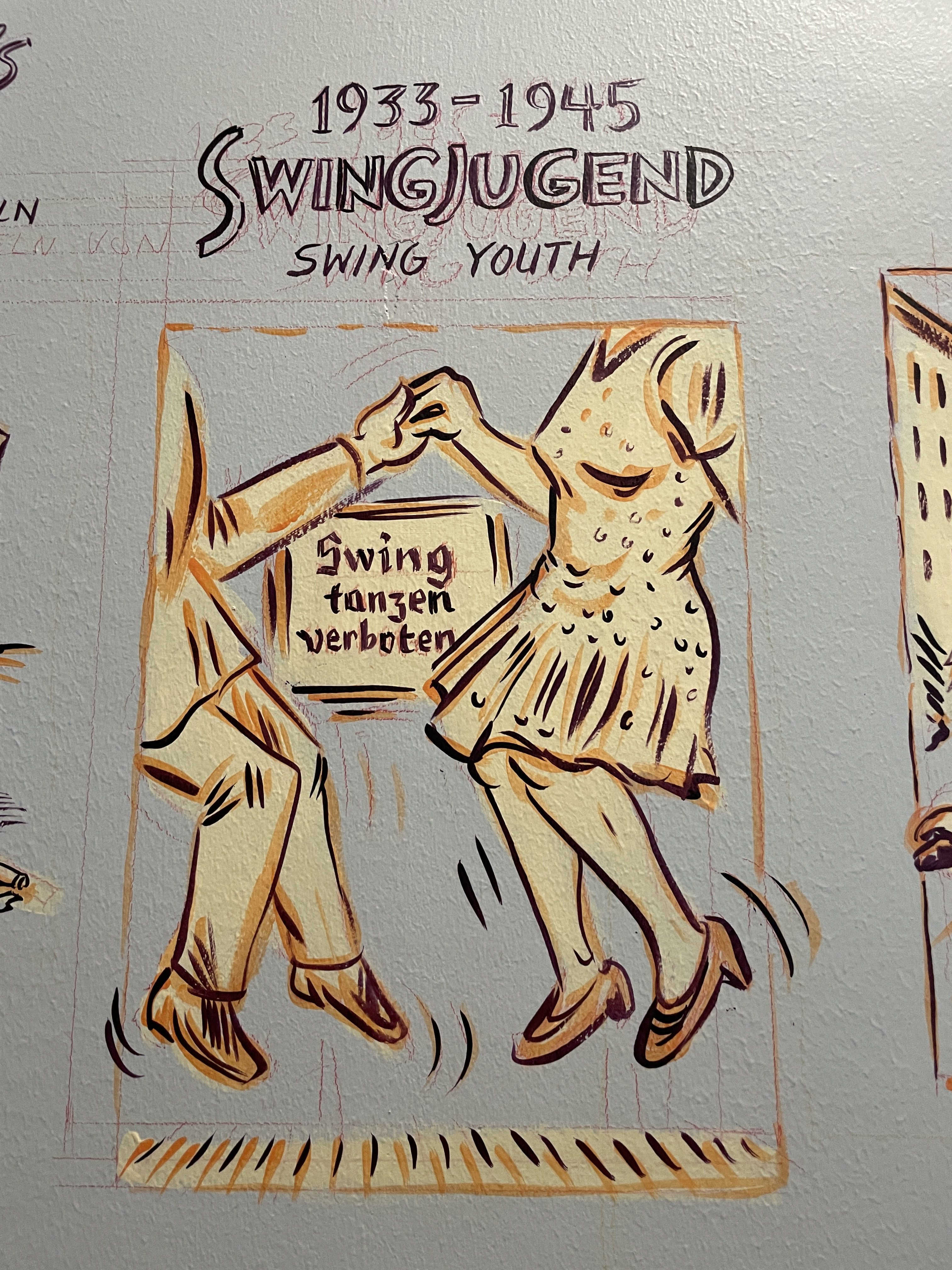
Abbildung des „Swing tanzen verboten“-Schilds im Berliner Humboldt Forum (2021)

Swingtanz-Verbote wurden ab 1937 „auf örtlicher oder regionaler Ebene verhängt“ und betrafen vor allem Tanzlokale, in denen regelmäßig Swing getanzt wurde. Ab 1938 waren rund um den Berliner Tanzpalast Moka Efti, wo das Orchester von Erhard Bauschke spielte, Schilder mit der Warnung aufgestellt, dass Swingtanzen verboten sei. „Kellner gingen gegen Zuwiderhandelnde höflich, aber entschieden vor.“ Diese Verbote kamen „in jedem Fall mit ausdrücklicher Unterstützung durch das Berliner Regime“; 1939 zogen die Wehrmacht und Parteiorgane nach. Der damals führende Swingmusiker Teddy Stauffer berichtete ebenfalls von Verboten, in den Tanzlokalen Swingmusik zu spielen.
Dass verpflichtend in allen Gaststätten Schilder mit Swing tanzen verboten hingen, ist eine moderne Legende. Die Schilder wurden in den 1970er Jahren als Marketinggag nachgeahmt und seitdem vertrieben. Zeitzeugen berichten auch davon, dass linientreue Gastronomen oder solche, die Ärger mit der Reichskulturkammer oder der Gestapo vermeiden wollten, selbst solche Schilder anfertigten und aufhängten. Nach Kriegsbeginn 1939 wurden ohnehin öffentliche Tanzveranstaltungen zunehmend untersagt. Nach der deutschen Niederlage mit dem Untergang der 6. Armee in der Schlacht von Stalingrad vom Februar 1943 musste das vom Reichsinnenminister und SS-Führer Heinrich Himmler erlassene allgemeine Tanzverbot strikt befolgt werden.

## Film
Das Thema wurde auch in den Filmen Swing Kids (USA 1993) und Schlurf – Im Swing gegen den Gleichschritt (Österreich 2007) dargestellt. In der Folge „Wehrkraftzersetzung“ der Fernsehserie Löwengrube geht es um Angehörige der Swing-Jugend, die sich 1940 der Einberufung in die Wehrmacht entziehen wollen.

## Musical
Das Musical Swinging St. Pauli nimmt die Thematik auf. Es spielt 1941 in einer Hamburger Bar. Ebenso setzt sich das 2003 uraufgeführte Musical „Swing Time! Wir tanzen weiter“ mit der Thematik auseinander.

## Ähnliche Gruppierungen
- Edelweißpiraten
- Leipziger Meuten
- Schwarze Scharen